# Садаат, Сайед Ахмад Шах
Сайед Ахмад Шах Садаат (дари سید احمد شاه سادات; род. 1971, Кала-и-Шахи, район Дара-и-Нур провинции Нангархар) — афганский инженер и государственный деятель.
С 1988 года учился в Великобритании, в 1997 году получил магистерскую степень в области радиоинженерного дела в Королевском колледже Лондона. Учился также в Оксфордском университете, работал в телекоммуникационных компаниях в Великобритании, Испании, Швейцарии, Франции, Саудовской Аравии. Наряду с афганским гражданством имеет гражданство Великобритании.
Заместитель министра коммуникаций и информационных технологий Афганистана, затем в 2018—2020 гг. (по другим сведениям, с 2017 г.) исполняющий обязанности министра. Занимался вопросами покрытия территории страны мобильной связью, для чего вёл с Китаем переговоры о предоставлении Афганистану собственного спутника и прокладке оптоволоконного кабеля с китайской территории. Представлял Афганистан в Международном союзе электросвязи. Вышел в отставку в 2020 году в связи с несогласием с политикой перераспределения государственных средств.
После отставки переселился в Германию, где работал разносчиком пиццы в Лейпциге, поскольку незнание немецкого не позволило ему найти работу по специальности. 18 августа 2021 года на своей странице в Фейсбуке выразил надежду на возвращение Афганистана к мирной жизни и пожелал правительству Талибана успехов в дигитализации страны. К 2023 году выучил немецкий язык в достаточной степени и переехал в Мюнхен, где работает в области IT; свою униформу разносчика и рюкзак для пиццы передал в дар лейпцигскому Музею истории города.